# オメガ粒子
オメガ粒子（オメガ（Ω）りゅうし）とは、素粒子物理学においてバリオンに分類されるハドロンの一種である。3つのクォークによって構成される複合粒子である。オメガ（ω）中間子とは異なる。

## 概要
最初に見つかったオメガ粒子は、3つのストレンジクォークでできたΩ-で、1964年に発見された。これはその存在、質量、崩壊生成物が既に予測されてのみ発見されるものだったので、この発見によりクォークの研究が大きく進んだ。Ω-の他に、1つのストレンジクォークがチャームクォークに置き換わったΩcが発見された。Ω-は比較的長い半減期を持ち、弱い相互作用でのみ崩壊する。未発見のバリオンのスピン（J）とパリティ（P）はクォークモデルにより予測される。
オメガ粒子はアップクォークもダウンクォークも持たないため、アイソスピンは0である。

## リスト
| 粒子                        | 記号 | クォーク組成 | 静止質量 MeV/c2 | JP   | Q  | S  | C  | B  | 半減期 s           | 崩壊                                       |
| --------------------------- | ---- | ------------ | --------------- | ---- | -- | -- | -- | -- | ------------------ | ------------------------------------------ |
| オメガ                      | Ω-   | sss          | 1672.45±0.29    | 3⁄2+ | −1 | −3 | 0  | 0  | 8.21±0.11×10−11    | Λ0 + K- または Ξ0 + Π- または Ξ- + Π0      |
| チャームオメガ              | Ωc   | ssc          | 2697.5±2.6      | 1⁄2+ | 0  | −2 | +1 | 0  | (268 ± 24) × 10−15 | https://pdg.lbl.gov/2007/listings/s047.pdf |
| ボトムオメガ                | Ωb   | ssb          | 6054.4±6.8      | 1⁄2+ | −1 | −2 | 0  | −1 | 1.13±0.53×10−12    | Ω- + J/ψ                                   |
| ダブルチャームオメガ†       | Ωcc  | scc          |                 | 1⁄2+ | +1 | −1 | +2 | 0  |                    |                                            |
| チャームボトムオメガ†       | Ωcb  | scb          |                 | 1⁄2+ | 0  | −1 | −1 | −1 |                    |                                            |
| ダブルボトムオメガ†         | Ωbb  | sbb          |                 | 1⁄2+ | −1 | −1 | 0  | −2 |                    |                                            |
| トリプルチャームオメガ†     | Ωccc | ccc          |                 | 3⁄2+ | +2 | 0  | +3 | 0  |                    |                                            |
| ダブルチャームボトムオメガ† | Ωccb | ccb          |                 | 1⁄2+ | +1 | 0  | +2 | −1 |                    |                                            |
| チャームダブルボトムオメガ† | Ωcbb | cbb          |                 | 1⁄2+ | 0  | 0  | +1 | −2 |                    |                                            |
| トリプルボトムオメガ†       | Ωbbb | bbb          |                 | 3⁄2+ | −1 | 0  | 0  | −3 |                    |                                            |

†印のものは観測も検出もされていない。

## 近年の発見
Ωbは、2つのストレンジクォークを含む粒子である。この粒子は2008年9月にフェルミ国立加速器研究所のDZero実験で初めて発見された。しかし、報告された質量6,165±16MeV/c2はクォークモデルの予測よりもかなり大きいものだった。標準理論からの相違はそれ以来「Ωbパズル」と呼ばれるようになった。2009年5月、CDF（Collider Detector at Fermilab）は、DZeroの約4倍のデータを用いて検証を行った。その結果、予測と完全に合致する6,054.4±6.8 MeV/c2という値を測定し、以前の実験値のところには何のシグナルもなかったことを公表した。この2つの結果は111±18 MeV/c2、すなわち標準偏差で6.2異なる。CDFの観測値が理論的な予測と完全に合致することは、CDFの発見した粒子が本物のΩbであることを強く示唆している。